# 布科韋茨山
48°26′18″N 24°27′41″E / 48.43833°N 24.46139°E
布科韋茨山（烏克蘭語：Буковець）是烏克蘭的山峰，位於該國西部伊萬諾-弗蘭科夫斯克州，屬於烏克蘭喀爾巴阡山脈中亞維爾尼克山的一部分，海拔高度1,224米。